# Ronald Larsen
Ronald John Larsen  (Chicago, 1 de janeiro de 1930) é um matemático estadunidense, que trabalha com análise matemática.
Larsen estudou na Universidade Estadual de Michigan com bacharelado em 1957, mestrado em 1959 e doutorado em 1964 na Universidade Stanford, orientado por Karel de Leeuw, com a tese Almost invariant measures. De 1963 a 1965 foi instrutor na Universidade Yale. Em 1965 foi professor assistente no Cowell College da Universidade da Califórnia em Santa Cruz, onde permaneceu até 1970. Em 1968/1969 esteve com uma bolsa Fulbright-Hayes na Universidade de Oslo (e novamente em 1973/1974). De 1970 a 1975 foi professor associado na Universidade Wesleyan e em 1975/1976 professor associado visitante na Universidade Estadual de Nova Iorque em Binghamton e 1976/1977 em Albany.

## Obras
- An Introduction to the Theory of Multipliers, Grundlehren der mathematischen Wissenschaften 175, Springer 1971
- Functional Analysis. An Introduction, Marcel Dekker 1973